# Francisco Sotomayor
Francisco Sotomayor Suárez de Figueroa, segundo alcalde del municipio de Rancagua (Santiago 1748-1827). Hijo de Álvaro Sotomayor y Fontalva y Dionisia Suárez de Figueroa y Reinoso. Educado en el Seminario, pero se dedicó a las leyes y el trabajo administrativo de la familia paterna, a cargo de fundos en la zona del Cachapoal. Casado con María Rosa Urra y González Barriga, en 1780.
Alcalde de Rancagua en 1793, ocupó el cargo hasta 1796. Posteriormente fue Gobernador (delegado) de Rancagua y Diputado de la corriente realista y conservadora, en 1826-1827 por la Asamblea de Aconcagua.
| Predecesor: Bernardo de la Cuadra y Echavarría | 2º Alcalde de Rancagua 1793 - 1796 | Sucesor: Gaspar Arredondo |

- Familias chilenas (Origen y desarrollo de las familias chilenas), Guillermo de la Cuadra Gormaz, Editorial Zamorano y Caperán, Santiago, 1982, Tomo II: P-Z.

- Datos: Q5867532